# Angelo Gargani
Angelo Gargani (Morra De Sanctis, 25 giugno 1939) è un magistrato e dirigente pubblico italiano.

## Biografia
Nato a Morra de Sanctis (AV), nel 1939, magistrato di VII valutazione di professionalità.
Con D.M 20 aprile 1967 è stato nominato uditore giudiziario e destinato al tribunale di Napoli per il periodo di tirocinio.
Dal 12 febbraio 1968 al 9 febbraio 1977 ha svolto le funzioni di giudice presso la V sezione civile del Tribunale di Milano.
Dal 10 febbraio 1977 al 2 dicembre 1990 è stato giudice del tribunale di Roma, precisamente dal febbraio 1977 a marzo 1978 giudice a latere presso la VI Sez. penale e da aprile 1978 a dicembre 1990 giudice istruttore, ruolo al quale si aggiunse quello di giudice per le indagini preliminari con l'entrata in vigore del nuovo codice di procedura penale. In quel periodo si è occupato di grossi processi collegati all'eversione nera e ai processi relativi ai reati contro la Pubblica Amministrazione, contro la persona, il patrimonio (letti d'oro, banda arancia meccanica, ricostituzione partito fascista).
Dal 3 dicembre 1990 al 27 novembre 1996 è stato collocato fuori ruolo e destinato al Ministero della giustizia con l'incarico di direttore dell'Ufficio magistrati e dell'Ufficio rapporti con il Consiglio Superiore della Magistratura.
Dal 28 novembre 1996 al 2 dicembre 2001 è stato presidente della I sezione penale del Tribunale di Roma. La sezione non aveva competenza per materia, quindi i procedimenti assegnati riguardavano reati di diversa natura (traffico di stupefacenti, violenze sessuali, rapine, bancarotta, ecc.).
Dal 3 dicembre 2001 all'8 marzo 2007 collocato fuori ruolo e destinato al Ministero della giustizia con l'incarico di Vice capo Dipartimento vicario dell'organizzazione giudiziaria. Nell'ambito di questo incarico gli è stata assegnata delega in ordine alle materie di competenza della Direzione generale dei magistrati e di quella di tutto il personale ivi compresi gli ufficiali giudiziari e dell'Ufficio del contenzioso che abbraccia tutte le controversie relative al personale.
Sempre riguardo al personale ha gestito tutte le attività relative ai rapporti con le organizzazioni sindacali. Inoltre, nelle funzioni di Vice capo Dipartimento vicario dell'organizzazione giudiziaria ha sottoscritto in prima persona la Convenzione con Poste Italiane relativa alla gestione integrata degli esiti della notificazione a mezzo posta degli atti giudiziari, che è entrata in vigore il 1º marzo 2005.
Successivamente, dal 9 marzo 2007 al 30 novembre 2008, è stato richiamato in ruolo e nuovamente presidente di sezione del Tribunale di Roma (presidente III Corte Assise con l'assegnazione di processi di grande rilievo: processo relativo alla morte del funzionario del SISMI Nicola Calipari, e quello relativo all'omicidio della sig.ra Giovanna Reggiani).
Dal 1º dicembre 2008 al Ministero della giustizia con l'incarico di Capo del Servizio di controllo interno.
Ha svolto l'attività di Presidente di Sezione presso la Commissione Tributaria Regionale del Lazio, sia nella sede di Roma che presso la sede di Latina (detta Sezione Staccata di Latina).
Eletto componente del Consiglio di Presidenza della Giustizia Tributaria (organo di autogoverno della magistratura tributaria) nel 2002; ha svolto le funzioni di Presidente di tale organo dal maggio del 2005 al 1º luglio 2009.
Nominato con delibera n. 21/14/CONS componente del Comitato Etico dell'ACGOM.
A seguito delle elezioni amministrative del 25/5/2014, candidato per la Lista Rinnovamento Morrese, con nomina del 07/06/2014 è Consigliere Comunale capogruppo di minoranza del Comune di Morra De Sanctis (AV).
Nominato in data 29 febbraio 2016 Garante del Contribuente per la Regione Lazio.

## L'OIV del Ministero della Giustizia
Già a capo del Servizio di Controllo Interno (SECIN), competente sulla valutazione dei dirigenti del Ministero della giustizia, Gargani è stato dal 2010 al 2013 capo dell'Organismo Indipendente di Valutazione (OIV) che lo sostituisce, insieme al Magistrato Angelo Giorgianni e a Lello Casesa.

## Comitato Etico AGCOM
( https://www.agcom.it/comitato-etico)  Con delibera n. 21/14/CONS il dott. Angelo Gargani è stato eletto componente del Comitato Etico dell'AGCOM insieme al dott. Riccardo Chieppa, nominato presidente e Mario Egidio.  Il Comitato etico è stato costituito nel 1999 (delibera n. 37/99/CONS) al fine di valutare la corretta applicazione delle norme del codice etico (delibera n. 577/10/CONS) e di fornire pareri e proposte in materia di etica istituzionale.
I tre membri del Comitato etico vengono scelti dal Consiglio dell'Autorità, su proposta del Presidente, tra persone di notoria indipendenza e autorevolezza morale e restano in carica sino alla scadenza del mandato dei componenti dell'Autorità.

## Garante del Contribuente
Con decreto del Presidente della Commissione Tributaria Regionale del Lazio 29 febbraio 2016 pubblicato in Gazzetta Ufficiale serie Generale n. 61 del 14-3-2016 il dott. Angelo Gargani è stato nominato Garante del contribuente per la Regione Lazio.(http://www.gazzettaufficiale.it/eli/id/2016/03/14/16A02019/sg;jsessionid=kcJ31R0cwCuxsGsIv1Ts8A__.ntc-as4-guri2b).